# Ewald Wagner (Politiker)
Ewald Wagner (* 7. Dezember 1941 in Stockerau) ist ein ehemaliger österreichischer Politiker (SPÖ). Wagner war Abgeordneter zum Landtag von Niederösterreich und von 1991 bis 1998 Landesrat in der Niederösterreichischen Landesregierung.
Wagner besuchte nach der Volksschule die Haupt- und Handelsschule, bevor er zwischen 1957 und 1969 als Industrieangestellter arbeitete. Er wurde 1970 Bezirksparteisekretär der SPÖ und im selben Jahr in den Gemeinderat von Stockerau gewählt. 1972 stieg er zum Stadtrat auf und hatte zwischen 1984 und 1985 das Amt des Vizebürgermeisters inne. Zudem war er zwischen 1980 und 1985 Einsatzleiter der Volkshilfe Niederösterreich und von 1985 bis 1991 SPÖ-Landesparteisekretär. Wagner wurde am 19. April 1979 als Abgeordneter zum Niederösterreichischen Landtag angelobt und wechselte am 11. Juli 1991 als Landesrat in die Niederösterreichische Landesregierung, der er bis zum 16. April 1998 angehörte. 